# Benedykt Kasznia

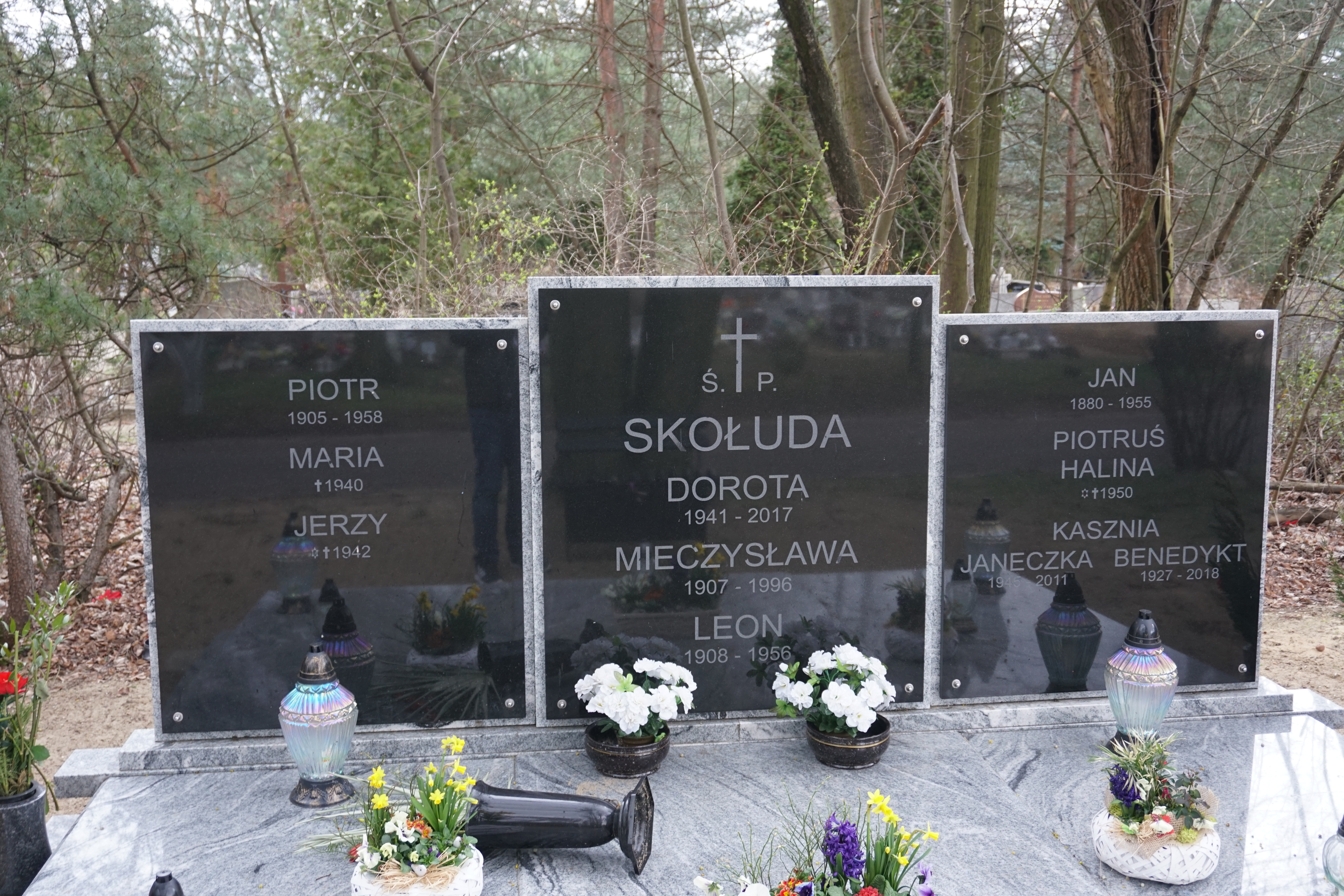
grób Benedykta Kaszni na cmentarzu Miłostowo w Poznaniu

Benedykt Kasznia (ur. 1927, zm. 18 lutego 2018) – polski rzeźbiarz.

## Życiorys
Studiował w Państwowej Wyższej Szkole Sztuk Plastycznych w Poznaniu, otrzymał dyplom w 1956 roku. Głównym tematem rzeźb jest człowiek i jego transformacje, w których odbiega od sztuki przedstawieniowej w kierunku większej deformacji, nie tracąc jednak całkowitego kontaktu z naturą i formami organicznymi. Tworzył małe formy rzeźbiarskie, rzeźbę plenerową i monumentalną, zajmował się również pracami rekonstrukcyjnymi w zakresie rzeźby (m.in. w 1982 roku wraz z Józefem Murlewskim zrekonstruował Pomnik 15. Pułku Ułanów Poznańskich). Wśród nagród i wyróżnień otrzymał m.in. w 1966 roku II nagrodę w Międzynarodowym Konkursie na Pomnik dla Międzynarodowej Unii Telekomunikacyjnej w Genewie. Brał udział w wystawach w kraju, m.in. w kilku edycjach Biennale Małych Form Rzeźbiarskich w Poznaniu (w XI Biennale zdobył Złoty Medal), i za granicą, m.in. w Holandii, Francji i Norwegii. 
Został pochowany na cmentarzu Miłostowo w Poznaniu (pole 1, kwatera 3, grób 31).

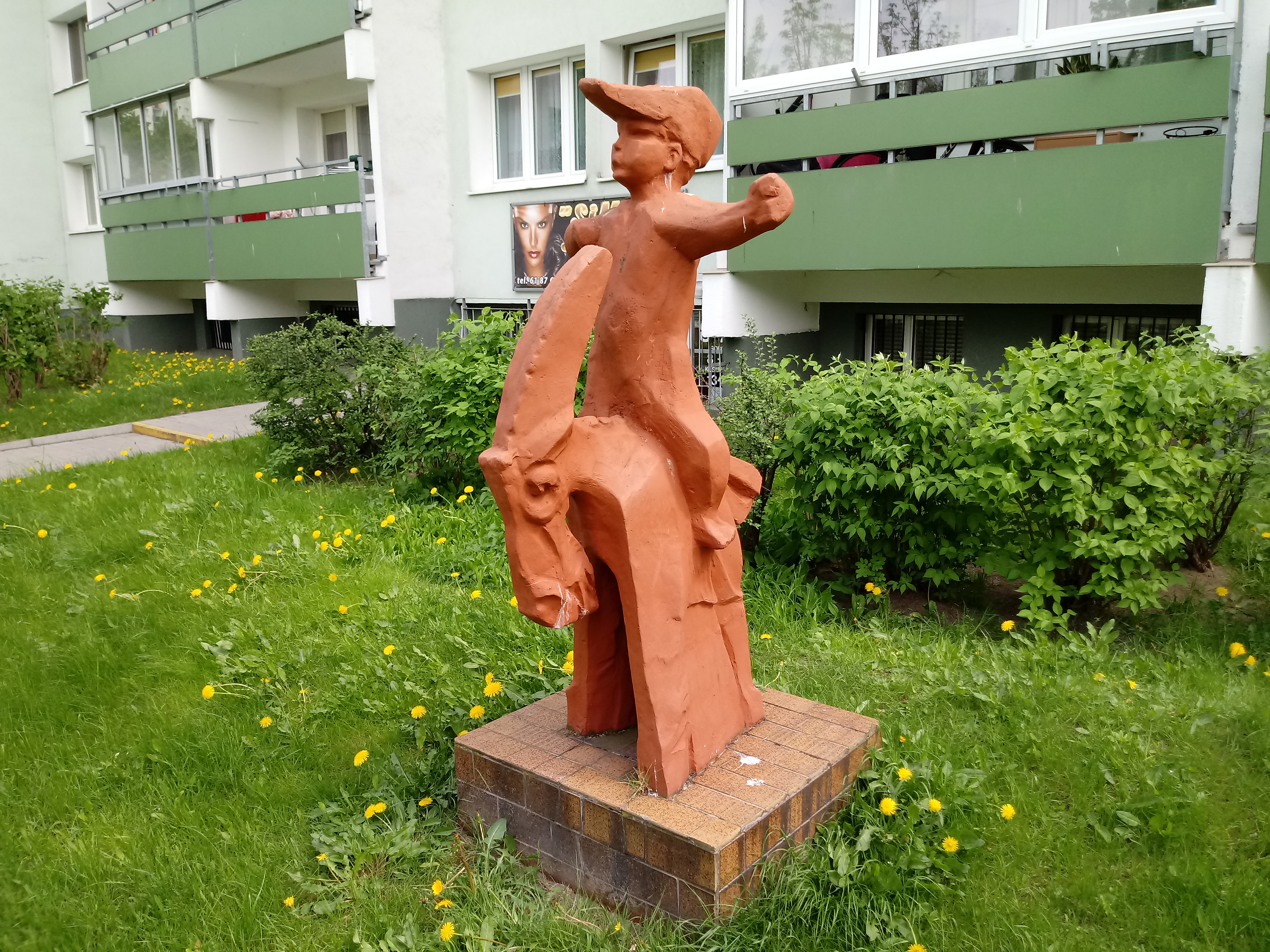
Mały Dżokej

## Prace (wybór)
- Pomnik 15. Pułku Ułanów Poznańskich
- Pomnik ku czci poległych w latach II Wojny Światowej w Parku Tadeusza Kościuszki w Gnieźnie
- Paw
- Pomnik Harcerski przy ul. Bukowskiej w Poznaniu
- Mały Dżokej (osiedle Lecha)